# 88 км (зупинний пункт)
88 кіломе́тр — пасажирський залізничний зупинний пункт Дніпровської дирекції Придніпровської залізниці на електрифікованій лінії П'ятихатки — Верхівцеве між станцією Ерастівка та зупинним пунктом Касинівка. Розташований в селі Терно-Лозуватка Кам'янського району Дніпропетровської області.

## Пасажирське сполучення
На зупинному пункті Платформа 88 км зупиняються приміські електропоїзди сполученням Дніпра — П'ятихатки.